# Petar Soderini
Petar Soderini (rođen Piero di Tommaso Soderini Firenca 18. svibnja 1450. – Rim 13. lipnja 1522.) firentinski državnik. Godine 1502. imenovan je doživotnim gonfalonijerom (Gonfaloniere di Giustizia, zastavnikom pravde) te je do protjerivanja 1512. bio u vrhu vlasti Republike Firence. Prvo utočište je pronašao u Orašcu u Dubrovačkoj Republici, a kasnije je otišao u Rim papi Lavu X. gdje je živio do smrti.

## Životopis
Petar Soderini je sin Mase Soderinija, koji je bio jedna od vodećih ličnosti u krugu obitelji Medici u Firenci do svoje smrti 1485. godine. Njegova majka je bila sestra Lucrezije Tornobuni, koja je žena Piera di Cosima de' Medicia.
Nakon pada Medicija pred francuskom vojskom Karla VIII. uspostavljena je republika na čelu s dominikancem Girolamom Savonarolom koji je usko surađivao s Francuskom kako bi lakše zadržao republikanizam i spriječio Medicije da ponovo dođu na vlast.
Godine 1502. izabran je za doživotnoga gonfalonijera Firence. Građani su na taj način htjeli očuvati republikanski sustav koji je ponovo uspostavljen nakon protjerivanja Piera di Cosima de' Medicia i pogubljenje Savonarole.
Soderinijeva vladavina se pokazala mudrom i umjerenom, iako nije imao odlike državnika. Strane plaćenike je zamijenio sustavom narodne zaštite. Tijekom njegove vladavine Firenca je 1509. osvojila Pisu i tako okončala dugi rat. Pod njim je služio Niccolò Machiavelli kao zamjenik premijera i poslanik Cesareu Borgiji, Rimu i Francuskoj. Iako je Machiavelli podržavao Soderinija, udaljio se od njega kad se približio Petrov pad. Izgleda da je Machiavelli Soderinija u svom djelu Vladar čak predstavio kao primjer suprotnosti dobrom političaru.
U sukobima Francuske i Italije uvijek je podržavao Francuze koji su mu pomogli u dolasku na vlast. Uz pomoć španjolske vojske obitelj Medici se vratila na vlast u Firenci te su svrgnuli i protjerali Soderinija. Dne 19. rujna 1512. pod dubrovačkom zastavo uplovio je u dubrovačku luku gdje su službenici i liječnici ustanovili da se osim zaposlenika na brodu nalaze još tri putnika, navodno trgovca iz Ancone. Putnici su prema tadašnjim zakonima Dubrovačke Republike tek nakon 24 sata mogli sići na kopno pa je Petar podmitivši nekog prolaznika dojavio Senatu da je upravo on jedan od putnika. Zbog loših odnosa pape Julija II. i Soderinija Senat je odlučio primiti ga u prijateljski posjet, ali ga knez nije primio u audijenciju. Nakon toga su ga smjestili u dvorac Arapovo u Orašcu iz kojega nije izlazio. Nakon nekog vremena susreo je djevojku s kojom je, izgleda, imao i potomstvo. Do prije stotinjak godina u tom je kraju živjela obitelj Šodrnja po svoj prilici potomci nezakonitog sina iz te veze. Soderini je u potpunosti obnovio tada već ruševan dvorac i zasadio maslinu u dvorištu opasanom zidom. Često ga je posjećivao prijatelj pjesnik Ilija Crijević. Nakon smrti pape Julija II. za papu je izabran Lav X. iz obitelji Medici. Novi papa je u potpunosti promijenio stav prema Petru te ga je pozvao u Rim. Petar je ubrzo otplovio prema Rimu gdje je i umro.